# Maciej Sieniatycki
Maciej Sieniatycki (ur. 17 lutego 1869 w Miechowicach Małych, zm. 4 lutego 1949 w Krakowie) – polski duchowny katolicki, teolog i wykładowca akademicki.

## Życiorys
Studiował filozofię i teologię na Uniwersytecie Lwowskim w latach 1891–1893. Lata 1893–1895 spędził na studiowaniu w Gregorianum. W 1895 roku we Lwowie przyjął święcenia kapłańskie. Tamże otrzymał doktorat z teologii w roku 1898. Habilitację z teologii dogmatycznej uzyskał w 1901 we Lwowie. W 1902 został profesorem nadzwyczajnym, natomiast w 1906 – zwyczajnym. W 1908 roku objął katedrę dogmatyki na Wydziale Teologicznym UJ, a następnie pełnił funkcję dziekana tegoż wydziału w latach 1911–1912, 1915–1916, 1921–1922 oraz 1925–1926. W latach 1918–1919 piastował stanowisko rektora UJ.
Ksiądz Sieniatycki publikował liczne artykuły – głównie z historii teologii – w „Przeglądzie Powszechnym”, „Gazecie Kościelnej”, „Ateneum Kapłańskim” oraz „Przeglądzie Teologicznym”. Przyczynił się do powstania polskiego nazewnictwa dogmatycznego. Występował przeciwko agnostycyzmowi, immanencjonizmowi, ewolucjonizmowi oraz modernizmowi. Apelował do młodzieży o rzetelne kształcenie się dla służenia wyzwolonej Ojczyźnie.
Został pochowany w Krakowie na cmentarzu Rakowickim (kwatera JB-10-po prawej Grabowskiej).

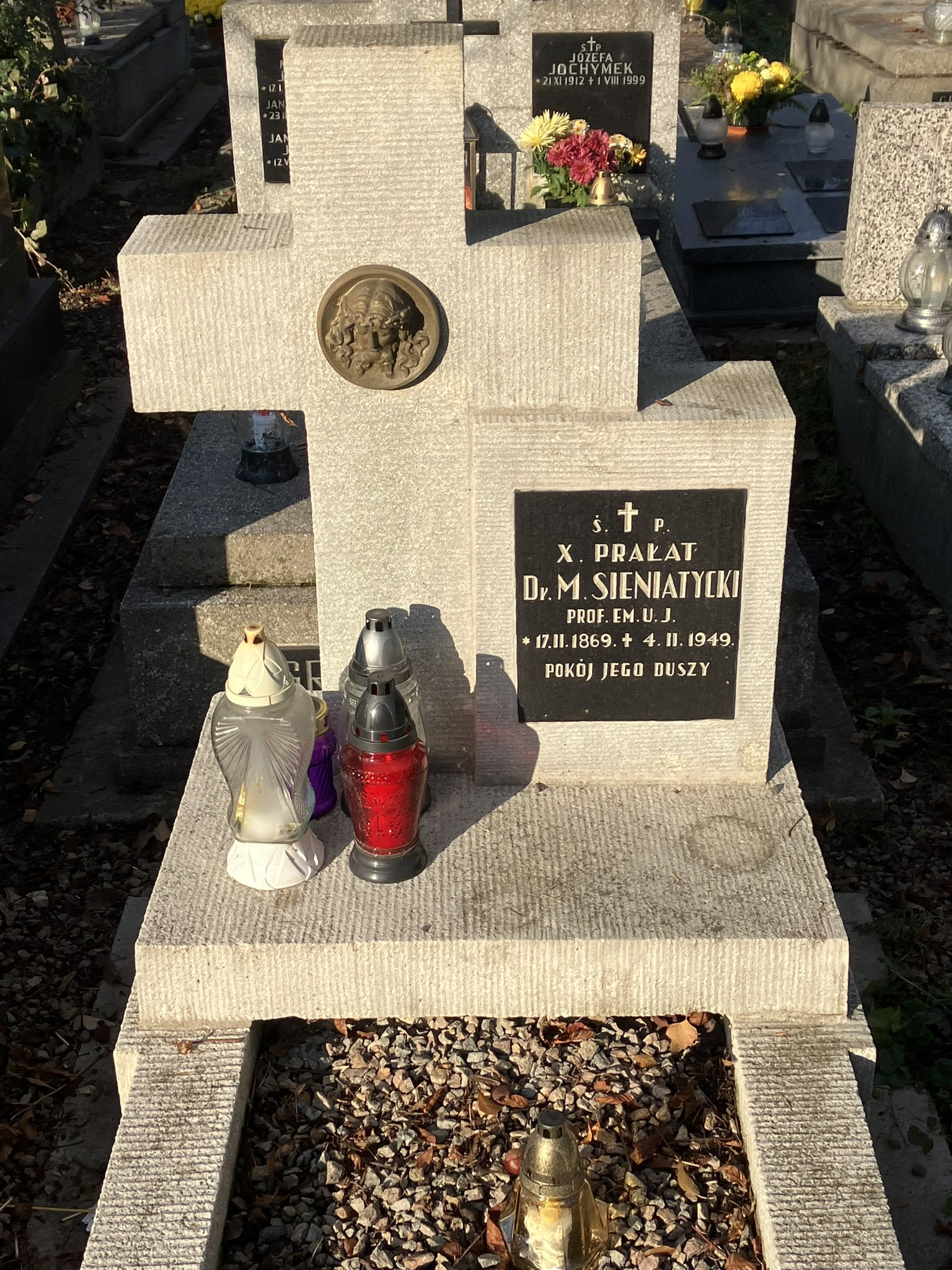
Grób ks. prof. Macieja Sieniatyckiego na Cmentarzu Rakowickim

## Ordery i odznaczenia
- Krzyż Komandorski Orderu Odrodzenia Polski (11 listopada 1936)[4]

## Książki
- Początki hierarchii kościelnej. Studyum historyczno-dogmatyczne (1912)[5]
- Modernizm w książce polskiej (1916)[1]
- Dogmatyka katolicka (1906)[6]
- Etyka katolicka (1919)[7]
- Dogmatyka ogólna (1920)[8]
- Zarys dogmatyki katolickiej (1928–31)[1]
- Apologetyka czyli dogmatyka fundamentalna (1932)[1]